# Laslo Đere
Laslo Đere (n. 2 iunie 1995) este un jucător profesionist sârb de tenis. Este membru al comunității maghiare din Serbia.
El a câștigat două titluri de simplu în ATP Tour, un turneu de nivel ATP 500 la Rio Open în 2019, după care a ajuns în top 30, și un turneu de nivel ATP 250 Forte Village Sardegna Open în 2020. La 10 iunie 2019, Đere a atins cea mai bună clasare a carierei sale, locul 27 mondial, iar la 22 martie 2021, la dublu, locul 346 mondial. Đere a debutat în turul ATP la PTT Thailanda Open din 2013, unde a primit wild-card. Prima sa încercare de a juca pe tabloul principal la orice turneu de Grand Slam a avut loc la French Open 2015, dar prima sa încercare de succes a avut loc la French Open 2016. La US Open 2018, el a marcat prima sa victorie într-un turneu de Grand Slam, învingându-l pe Leonardo Mayer în prima rundă.